# Daniel Bernoulli (geologo)
Daniel Bernoulli (Basilea, 11 giugno 1936) è un geologo svizzero.

## Biografia
Discendente da una famiglia che diede i natali a celebri scienziati, nel 1955 intraprese gli studi in geologia alla Università di Basilea. Sotto la direzione di Louis Vonderschmitt, nel 1963 conseguì il dottorato di ricerca con una tesi relativa alla geologia del Monte Generoso (Ticino, Svizzera), pubblicata l'anno seguente.. È stato professore ordinario di geologia all'Università di Basilea (1973-1986) e al Politecnico federale di Zurigo (1986-2000), professore invitato alle Università di Losanna, Parma e Bologna. Applicando il modello della tettonica a placche che iniziava a imporsi negli anni sessanta del XX secolo, svolse una pionieristica attività di ricerca confrontando i profili stratigrafici ottenuti nell'Oceano Atlantico dal Deep Sea Drilling Project e dal successivo Ocean Drilling Program con le successioni sedimentarie delle Alpi e degli Appennini. I suoi studi comparativi tra i margini continentali dell'attuale Oceano Atlantico e i relitti dei margini continentali della Tetide preservati nelle catene montuose circummediterranee hanno avuto, e hanno tuttora, un impatto determinante sull'interpretazione della dinamica della formazione della catena alpina e sulla sedimentologia dei depositi pelagici.

## Riconoscimenti
- Nel 2003 gli è stata attribuita la medaglia Leopold von Buch
- Nel 2011 gli è stata attribuita la medaglia Gustav Steinmann